# Christos Albanis
Christos Albanis (auch Christos Almbanis; * 5. November 1994 in Kalambaka) ist ein griechischer Fußballspieler.

## Werdegang

### Verein
Der Stürmer Albanis spielte von 2011 bis 2013 in der Jugend von Werder Bremen. So spielte er von 2011 bis 2012 mit der U17 in der B-Junioren-Bundesliga und von 2012 bis 2013 mit der U19 in der A-Junioren-Bundesliga. 2013 unterschrieb er seinen ersten Profivertrag bei der zweiten Mannschaft von Eintracht Frankfurt in der Regionalliga. Nach einer Saison mit 20 Einsätzen und vier Toren wechselte er ligaintern zur zweiten Mannschaft des SC Freiburg, wo er erneut 20 Spiele in der Saison 2014/15 bestritt.
2015 wechselte Albanis in seine Heimat Griechenland zu Apollon Smyrnis in die griechische zweite Liga. 2017 gelang ihm mit der Mannschaft der Aufstieg in die Super League. Im Sommer 2017 verlängerte er dort seinen Vertrag um drei Jahre bis 2020. Dennoch wurden bereits Anfang 2018 Gerüchte laut, dass ein Wechsel bevorstehe; nicht zuletzt wegen seiner 8 Saisontreffer in 29 Ligaspielen als Linksaußen bei Apollon. Interessenten gäbe es sowohl im Inland (Olympiakos Piräus, AEK Athen) als auch im Ausland (Nottingham Forest). Tatsächlich wurde im Juni 2018 der Transfer zu AEK offiziell von seiner neuen Mannschaft kundgegeben. Der abgehende Verein kündigte dies bereits einige Wochen früher an und informierte zugleich, dass 20 % der Weiterverkaufsrechte beibehalten wurden. Am 1. September 2021 wurde Albanis an den zyprischen Erstligisten Apollon Limassol ausgeliehen. Nach einer Saison wurde er 2022 an den FC Andorra ausgeliehen.

### Nationalmannschaft
Albanis bestritt 2011 zwei Spiele für die griechische U-18-Nationalmannschaft. Drei Jahre später gehörte er zum Kader der U-20-Nationalmannschaft, für die er vier Spiele bestritt.